# Margot Ryding
Margot Ryding (31 de diciembre de 1880 - 10 de junio de 1971) fue una actriz de nacionalidad sueca. 

## Biografía
Su verdadero nombre era Margot Ingeborg Teresia Rolén, y nació en Gotemburgo, Suecia. Ryding debutó sobre los escenarios en 1902 en el Teatro Dramaten. Cuando su esposo, Allan Ryding, fundó su primera compañía teatral en 1910, ella fue una de las actrices de la misma. Fue hermana del actor Artur Rolén y madre de la también actriz Anna-Lisa Ryding.
Margot Ryding falleció en Johanneshov, Estocolmo (Suecia), en el año 1971. Fue enterrada en el Cementerio Norra begravningsplatsen de Estocolmo.

## Filmografía
- 1942 : Tre glada tokar
- 1943 : Kvinnor i fångenskap
- 1944 : En dotter född
- 1944 : Hans officiella fästmö
- 1945 : Vandring med månen
- 1946 : Det är min modell
- 1946 : Begär
- 1947 : Sjätte budet
- 1949 : Hur tokigt som helst
- 1967 : Fadren

## Teatro
- 1942 : Claudia, de Rose Franken, dirección de Carlo Keil-Möller, Dramaten
- 1943 : Lilla helgonet, de Florimond Hervé, Henri Meilhac y Albert Millaud, dirección de Max Hansen, Vasateatern[2]
- 1943 : Den okuvliga Mr Bunting, de Robert Greenwood, dirección de Martha Lundholm, Vasateatern[3]
- 1943 : Teater, de William Somerset Maugham, dirección de Martha Lundholm, Vasateatern[4]
- 1944 : Mans kvinna, de Vilhelm Moberg, dirección de Per Lindberg y Gösta Folke, Vasateatern[5]
- 1944 : Det var nära ögat, de Thornton Wilder, dirección de Gunnar Skoglund, Vasateatern[6]
- 1944 : Dödsdansen, de August Strindberg, dirección de Gunnar Skoglund, Vasateatern[7]
- 1944 : Cocktails, de Leslie Howard, dirección de Rudolf Wendbladh, Blancheteatern[8]
- 1945 : Olivia, de Terence Rattigan, dirección de Ernst Eklund, Vasateatern[9]
- 1946 : Morgondagens värld, de James Gow y Arnaud d'Usseau, dirección de Martha Lundholm, Vasateatern[10]
- 1947 : Cyrano de Bergerac, de Edmond Rostand, dirección de Sandro Malmquist, Teatro Oscar[11]
- 1952 : Den tatuerade rosen, de Tennessee Williams, dirección de Ingmar Bergman, Folkparksturné[12]
- 1956 : El padre, de August Strindberg, dirección de Rune Carlsten, Riksteatern[13]
- 1956 : Häxlek, de John Van Druten, dirección de Per-Axel Branner, Lisebergsteatern[14]
- 1956 : Under trädet ligger yxan, de Tormod Skagestad, dirección de Bengt Lagerkvist, Riksteatern[15]
- 1958 : Vid skilda bord, de Terence Rattigan, dirección de Per-Axel Branner, Riksteatern[16]
- 1960 : Miraklet, de William Gibson, dirección de Per Gerhard, Vasateatern[17]
- 1962 : Patrasket, de Hjalmar Bergman, dirección de Stina Bergman, Stockholms stadsteater
- 1963 : El círculo de tiza caucasiano, de Bertolt Brecht, dirección de Hans Dahlin, Stockholms stadsteater
- 1963 : Bröllop hos tattarns, de Björn-Erik Höijer, dirección de Ingrid Thulin, Stockholms stadsteater
- 1965 : Kronbruden, de August Strindberg, dirección de Yngve Nordwall, Stockholms stadsteater
- 1966 : El padre, de August Strindberg, dirección de Ernst Günther, Norrköping-Linköping stadsteater